# Simpleks (kommunikation)
 For alternative betydninger, se Simpleks. (Se også artikler, som begynder med Simpleks)
Simpleks er en betegnelse for enkelt eller enfoldig indenfor flere kommunikationsområder.

## Datakommunikation
Inden for datakommunikation bruges udtrykket også om en kommunikationsforbindelse, der kun kan transportere data den ene vej, i modsætning til halv-dupleks, hvor man på skift kan sende data den ene og den anden vej, og fuld-dupleks, der tillader at data sendes i begge retninger samtidig.
Tv er et eksempel på simpleks i praksis. Hvis der sker transmissionsfejl i en simpleks-forbindelse, har modtageren ikke mulighed for at anmode om at få informationen gensendt, og afsenderen kan ikke få bekræftelse på, at informationen er modtaget.

## Kommunikationselektronik
Indenfor kommunikationselektronikken anvendes simpleks om en taleforbindelse, der kun virker én vej ad gangen, som f.eks. en traditionel radiokommunikation (walkie-Talkie). En dupleksforbindelse tillader, at man taler i munden på hinanden som i en telefon. For en radioforbindelse kræver dette sædvanligvis 2 radiokanaler og et duplexfilter. Visse steder, f.eks. i samtaleanlæg, støder man på en simpleksteknik, der er styret efter, hvem der taler højest (så en normal samtale føles som dupleks). Dette princip kaldes semidupleks.